# Jean-Denis Lanjuinais
Jean-Denis Lanjuinais (12. března 1753 v Rennes – 13. ledna 1827 v Paříži) byl francouzský politik během Francouzské revoluce, konzulátu a Prvního císařství a rovněž během restaurace Bourbonů.

## Životopis
Jean-Denis Lanjuinais studoval práva v Rennes, později vyučoval kanonické právo a působil jako právní poradce provinčních panství v Bretani.
Na jaře roku 1789 ho zvolil třetí stav jeho rodného města zástupcem do generálních stavů. Spolu s Isaacem Le Chapelierem inicioval založení Bretaňského klubu, z něhož později vzešel Jakobínský klub. V Ústavodárném shromáždění působil Lanjuinais v církevním výboru, ovlivňoval reformu jurisprudence a zasazoval se o zlepšení životních podmínek nebílého obyvatelstva v koloniích.
Dne 7. listopadu 1789 navrhl, aby ministři nemohli být současně členy parlamentu. Protože nařízení získalo většinu, dokázal zabránit Mirabeauovi v získání moci, jelikož se snažil převzít ministerský post.
V září 1792 byl Lanjuinais zvolen do Národního konventu za svůj rodný departement. Postavil se na stranu girondistů a v lednu 1793 hlasoval pro odložení popravy Ludvíka XVI. Po pádu girondistických režimů (31. května až 2. června 1793) byl Lanjuinais umístěn do domácího vězení. Podařilo se mu však uprchnout do Bretaně, kde se ukrýval až do převratu Thermidorského převratu (27. července 1794).
Po 9. thermidor dokázal Lanjuinais znovu získat místo poslance. V dubnu 1795 byl jmenován do jedenáctičlenné komise, která vypracovala ústavu roku III. Na základě jeho žádosti z 30. května 1795 byly všechny kostely, které dosud nebyly prodány jako národní majetek, znovu otevřeny pro bohoslužby. Od 4. do 19. června 1795 působil Lanjuinais jako prezident Národního konventu. Koncem října 1795 byl zvolen do rady pěti set. Patřil k umírněným republikánům a od roku 1797 vedl centrální školu v Rennes.
Po Brumairovém převratu (9. listopadu 1799) byl Lanjuinais jmenován členem Senátu. Napoleon I. ho v roce 1808 povýšil do hraběcího stavu. Na jaře roku 1814 Lanjuinais hlasoval pro sesazení císaře a podílel se na Ústavní listině. Působil jako předseda Poslanecké sněmovny od 4. června do 13. července 1815 a podporoval Ludvíka XVIII. který ho poté jmenoval pairem. Během restaurace Bourbonů se Jean-Denis Lanjuinais zasazoval o monarchii podle ústavy z roku 1791. V roce 1808 byl zvolen členem Académie des Inscriptions et Belles-Lettres. Zemřel 13. ledna 1827 v Paříži.
Jeho mladší syn Victor Ambroise Lanjuinais byl také činný s politice a v roce 1849 byl ministrem zemědělství a obchodu.